# Расизъм
Расизмът (от френски: racisme) е концепция, според която между човешките раси съществуват биологично заложени интелектуални и психически различия, определящи ги като по-висши и по-нисши, както и основаните на нея практики на дискриминация на расова основа.
Съвременните форми на расизма често се основават на социално обусловено възприемане на биологичните разлики между хората. Такива възгледи могат да приемат формата на социални действия, практики или вярвания, както и на цели политически системи, в които различните раси са подредени като вродено по-висши или по-нисши една от друга, въз основа на предполагаеми общи наследствени черти, способности или качества. Расистката идеология може да включва и свързани елементи, като нативизъм, сегрегация, йерархизъм и супремацизъм.
Макар понятията за раса и етнос да се разглеждат като отделни в съвременните обществени науки, двата термина дълго време са взаимнозаменяеми в ежедневната употреба и в по-старата научна литература. „Етнос“ често се използва в смисъл, близък до традиционното значение на „раса“: разделяне на хората на групи, въз основа на качества, приемани за съществени или вродени за групата (например, общ произход или общи форми на поведение). По тази причина „расизъм“ и „расова дискриминация“ понякога се използват и за дискриминация на етническа или културна основа, независимо дали съответните различия имат расов характер. Така например, Международната конвенция за премахване на всички форми на расова дискриминация на Организацията на обединените нации не разграничава расова от етническа дискриминация. Конвенцията също така обявява идеята за расово превъзходство за ненаучна, морално осъдима, социално несправедлива и опасна.
Расизмът, наред с други форми на ксенофобия, е част от социалната структура на човешките общности още от праисторически времена. Той привлича по-силно вниманието на изследователите в контекста на Западния свят от XIX-XX век, тъй като в тази епоха той е особено добре документиран. През този период расизмът придобива и по-голямо значение за световната политическа история, превръщайки се в идеологическо оправвдание за империализма, колониализма и поредица от геноциди.

## Произход и употреба на понятието
Терминът расизъм, обозначаващ възгледа, че човечеството се разделя на раси със специфични способности и наклонности, изглежда се появява в самото начало на XX век, а прилагателното „расистки“ десетилетие преди това. Тези понятия получават по-широко разпространение през 30-те години на XX век, най-вече заради централното място на расизма в идеологията на германските националсоциалисти. Самият корен „раса“ е с неизяснен произход. Днес преобладава предположението, че той идва от арабската дума „рас“ („глава“). Други хипотези, предлагани в миналото, са че думата произлиза чрез силна трансформация от латинските „generatio“ („поколение“) или „radix“ („корен“).

### В правото
В международното право базираната на раситстки предразсъдъци дискриминация е осъдена с приетата през 1948 година от Организацията на обединените нации (ООН) Всеобща декларация за правата на човека, която изрично отбелязва, че човешките права се прилагат към всички хора, „без никакви различия, основани на раса, цвят на кожата, пол, език, религия, политически или други възгледи, национален или социален произход, материално, обществено или друго положение“. ООН прецизира определението си за расова дискриминация с приетата през 1965 година Международна конвенция за ликвидиране на всички форми на расова дискриминация:

...терминът „расова дискриминация“ означава всяко различие, изключване, ограничение или предпочитание на основата на раса, цвят, потекло или национален или етнически произход, което има за цел или резултат да унищожи или навреди на признаването, ползването или упражняването на равна основа на правата на човека и основните свободи в политическата, икономическата, социалната, културната или която и да е друга област на обществения живот.

В законодателството на България дискриминацията на расова основа е предмет на по-общия Закон за защита от дискриминация, който дефинира административни и съдебни процедури за защита от дискриминация, като и специален административен орган, натоварен с такива функции – Комисия за защита от дискриминацията. В Наказателния кодекс са криминализирани проповядването и подбуждането към действия или омраза на расова основа, расистки актове на насилие и лишаване от работа по расистки съображения, дефинирани са самостоятелни състави за тежки расистки престъпления като геноцид и апартейд, а извършването на някои престъпления срещу личността, като убийство и причиняване на телесни повреди, по расистки подбуди се смята за утежняващо вината обстоятелство.
Самата употреба на понятието „раса“ в правото е спорна, тъй като то предполага наличието на биологична основа, което е като цяло отхвърляна от съвременната наука. По тази причина през 1996 година Европейският парламент приема решение, според което терминът „трябва да бъде избягван във всички официални текстове“, а през 2000 година Съветът на Европейския съюз приема директива, според която „Европейският съюз отхвърля теориите, които се опитват да определят съществуването на отделни човешки раси“. По тази причина в правото на Европейския съюз „раса“ се разглежда само като синоним на „етнос“.

### В обществените науки
Расата и расовите отношение заемат важно място в социологическите и икономическите изследвания, като ресица автори ги превръщат в център на своята работа. Като цяло в социологията расата се разглежда като социален конструкт – макар идентифицирането ѝ да се основава на наблюдаеми биологични характеристики, базираните на това изводи са силно повлияни от културните идеологии. Расизмът е глобално и разпространено в историята явление, което може да се дефинира общо като индивидуалните и групови предразсъдъци и актове на дискриминация, водещи до материални и културни преимущества за дадено мнозинство или доминираща социална група. Както в социологията, така и в икономиката, ефектите от расизма често се измерват чрез неравенството между расовите групи в доходи, богатство и достъп до културни ресурси, като образование.
Социологията и социалната психология разглеждат въпроса за влиянието на расовите идеологии и расовата идентичност върху индивидуалното усещане за раса и дискриминация. Според американски социолози расовата централност (степента, в която дадена култура признава расова идентичност на индивидите) влияе върху степента на усещането за дискриминация, докато расовата идеология може да смекчи вредните емоционални ефекти от дискриминацията.
Някои автори в областта на обществените науки използват понятието „расизъм“ и за състояние на обществото, в което доминираща расова група се възползва от потискането на останалите, независимо дали го прави умишлено или не.
Някои социолози отбелязват, че, особено на Запад, където на расизма често се гледа зле от обществото, той се изменя, приемайки по-прикрити форми. Според някои автори, макар в много страни откритият расизъм все повече да се превръща в табу, дори сред хората изразяващи егалитарни възгледи на подсъзнателно ниво се запазва скрит или аверсивен расизъм. Този процес е подробно изследван в от социалната психология като форма на имплицитни нагласи, оценки на даден обект на нагласи, възникващи без осъзнаване и произтичащи от различни влияния в индивидуалния опит. Имплицитните нагласи могат да предизвикват положителни или отрицателни чувства, мисли или действия към определени социални обекти, оказвайки влияние върху поведението, което индивидът може да не осъзнава. По този начин подсъзнателният расизъм може да влияе на обработката на зрителните възприятия. Например, според американската социална психоложка Дженифър Еберхард, американците са склонни да свързват черния цвят на кожата с престъпността, заради изградена подсъзнателна връзка между двете, която те не осъзнават.

### В хуманитарните науки
Расизмът е предмет на изследвне и на хуманитарни науки като езикознанието, литуратурознанието и семиотиката. В дискурсивния анализ се търси значението на понятието „раса“ и се разглеждат действията на расистите чрез подробно изучаване на начините, по които расизмът е описван и дискутиран в различни писмени и устни източници. Така например, в своя монография нидерландският учен Тьон ван Дейк разглежда различните начини, по които расизмът и расистките действия се описват от извършителите им и от техните жертви.
Съвременното американско литературознание отделя голямо внимание на расизма в американската литература. То често критикува антирасистки произведения от бели автори като отразяващи имплицитен расизъм под формата на снизходително отношение към чернокожите. Някои автори критикуват афроамерикански писатели, пишещи за бели герои, като отказващи се от расовата тематика, докато други виждат в това стремеж за отхвърляне на расовите предразсъдъци.

### Популярна употреба
Според речниците, думата „расизъм“ обичайно се използва за предразсъдъци и дискриминация, основани на раса. В популярната употреба, както и в някои научни текстове, рядко се прави специално разграничение между „расизъм“ и „етноцентризъм“.

## Типове расизъм

### Расова дискриминация
Расовата дискриминация представлява установяване неравноправно третиране на индивидите на базата на реални или имагинерни расови категории. Тя е била официална държавна политика на няколко страни по света, като ЮАР в периода на апартейда.
В САЩ регистрирането на расата от страна на официалните власти в профилите на лица, които е вероятно да извършат даден вид престъпление, е считано за дискриминация. Във Великобритания следствието последвало убийството на Стивън Лоурънс обвини полицията в институционален расизъм.
Към или спрямо даден човек или група е третирането или възприемането му на базата на класа, категория, раса, етнос, религиозна принадлежност или нещо друго вместо спрямо неговите лични качества.

### Институционален расизъм
Институционален расизъм (известен още като структурен расизъм, държавен расизъм) е расова дискриминация от страна на правителства, корпорации, религии, образователни институции или други големи влиятелни организации, способни да оказват влияние върху живота на много хора. Терминът е въведен от чернокожия активист Стоукли Кармайкъл в края на 1960-те. Той се дефинира по следния начин: „Колективен провал на организация, да осигури подходящо и професионално обслужване на хора заради техния цвят на кожата, култура или етническа принадлежност“.

### Етнически национализъм
След Наполеоновите войни Европа се е сблъсква с нов въпрос, а именно за „националностната принадлежност“. Това води до промяна на конфигурацията на европейската карта, на която границите между държавите са прекроени през 1648 г. със сключването на Вестфалския мирен договор. За първи път национализмът се проявява при Бунта на масите по време на Френската революция, като така се създава задължителната военна повинност с цел защитата на младата република от стария ред, представен от европейските монархии. Това повлича след себе си Революционните войни (1792 – 1802), а след тях и Наполеоновите завоевания и следващите Европейски дебати по отношение на концепциите и реалностите на народите, и по-специално на националните държави. Вестфалския договор разделя Европа на различни империи и царства като това повлича след себе си продължителни междуособици между отделните управници.
В модерните национални държави, появили се в навечерието на Френската революция се формират патриотични чувства, които за пръв път се проявяват в Испания по време на Полуостровната война (1808 – 1813). Въпреки че с Виенския конгрес от 1815 г. е възстановен досегашния ред, то националния въпрос се превръща в основен проблем на Европа по време на Индустриалната революция. Това води до Революциите от 1848 година, обединението на Италия, завършено по време на Френско-пруската война, която сама по себе си кулминира в обявяването на Германската империя и по този начин се постига обединението на Германия.
Междувременно Османската империя, която се оказва „болният човек на Европа“, се сблъска с безкрайни националистически движения, които заедно с разпада на Австро-Унгарската империя води до създаването след Първата световна война на различни национални държави на Балканите, с национални малцинства в своите граници. Така етническия национализъм, който проповядва вярата в чистите нации и появата му в исторически контекст води до създаването на модерни национални държави.

### Съвременен расизъм
По време на Гражданската война в Конго (1998–2003 г.) пигмеите са били преследвани като дивеч и изядени. И двете страни във войната ги смятат за „нечовеци“ и някои казват, че плътта им може да придава магически сили. Правозащитниците на ООН съобщиха през 2003 г., че бунтовниците са извършили актове на канибализъм. Синафаси Макело, представител на пигмеите Мбути, поиска от Съвета за сигурност на ООН да признае канибализма като престъпление срещу човечеството и като акт на геноцид. Доклад, публикуван от Комитета на Обединените нации за премахване на расовата дискриминация, осъжда отношението на Ботсвана към „бушмените“ като расистко. През 2008 г. трибуналът на 15-националната Южноафриканска общност за развитие (SADC) обвини президента на Зимбабве Робърт Мугабе в расистко отношение към белите хора.
Масовите демонстрации и бунтове срещу африкански студенти в Нанкин, Китай, продължават от декември 1988 г. до януари 1989 г. През ноември 2009 г. британският вестник The Guardian съобщи, че Лу Джинг, от смесен китайски и африкански произход, се е превърнала в най-известната участничка в шоуто за таланти в Китай и е станала обект на интензивен дебат заради цвета на кожата си. Вниманието й в медиите откри сериозни дебати за расизма в Китай и расовите предразсъдъци.
Около 70 000 чернокожи африкански мавританци бяха експулсирани от Мавритания в края на 1980 г. В Судан черните африкански пленници в гражданската война често са били поробвани, а затворничките често са били сексуално малтретирани. Конфликтът в Дарфур е описан от някои като расов въпрос. През октомври 2006 г. Нигер обяви, че ще депортира приблизително 150 000 араби, живеещи в района на Дифа в източен Нигер в Чад. Докато правителството събираше араби в подготовка за депортирането, две момичета починаха, според съобщенията, след като избягаха от правителствените сили, а три жени претърпяха спонтанни аборти.